# Hans Kienesberger
Hans Kienesberger, auch Johann Kienesberger (* 6. Februar 1948 in Gmunden; † 3. Februar 2019) war ein österreichischer Maler, Zeichner, Fotograf, Bildhauer und Objektkünstler.

## Leben und Wirken
Kienesberger begann mit seiner künstlerischen Arbeit 1966. Gemeinsam mit Walter Pilar und Peter Putz gründete er 1978 die Bildmanufactur Traunsee und gab von 1978 bis 1981 die Textsammlung Der Traunseher heraus. Er lebte und arbeitete in Gmunden und war Mitglied der Gmundner Kunstmeile sowie der IG Bildende Kunst. Ab 1986 gehörte er der Künstlervereinigung MAERZ an.
Er war Preisträger von Geist und Form VII des Landes Vorarlberg (1976) und des Preises des Landes Salzburg beim Österreichischen Grafikwettbewerb (1984). Er erhielt 1981 den Theodor-Körner-Förderpreis und nahm 1995 das Krakau-Stipendium des Bundesministeriums für Unterricht und Kunst und 2000 das Český-Krumlov-Stipendium des Landes Oberösterreich in Anspruch.
Werke befinden sich in der Grafischen Sammlung Albertina Wien, im Lentos Kunstmuseum Linz, in der Oberösterreichischen Landesgalerie, im Rupertinum Salzburg und im Egon Schiele Art Centrum, Krumau.
Am 3. Februar 2019 erlag Hans Kienesberger einem Krebsleiden.

## Ausstellungen (Auswahl)
Einzelausstellungen
- Vereinigung bildender Künstlerinnen Österreichs, Galerie der Wiener Secession, Wien 1983
- Museum der Stadt Linz, Nordico, Linz, 1984
- Galerie Maerz, Linz, 1986
- Retrospektive im Rahmen der Oberösterreichischen Landesausstellung: Der Traunseher, 1978 bis 1981, und die Bildmanufaktur Traunsee, 2008

Gemeinschaftsausstellungen
- Neue Galerie der Stadt Linz, 1982
- 75 Jahre Künstlervereinigung Maerz, Neue Galerie der Stadt Linz, Linz 1988
- conversazione, Künstlerhaus Graz, Graz 1989
- Anlässlich Stefan Zweig – Malerei, Graphik, Plastik, Galerie im Traklhaus, Salzburg, 1992
- Ein Fest der Zeichnung, Galerie März, 1998
- Photographie – Die Sammlung, Neue Galerie der Stadt Linz, Linz, 2000
- Wegmarken, Maerz 1952–2002, afo architekturforum oberösterreich, Linz, 2013

## Publikationen
- Mexcaltitán. Gedichte in Spanisch und Deutsch, Illustration von Hans Kienesberger, Herbstpresse 1989, Wien, 1989